# Comunicazione facilitata
La Comunicazione Facilitata (CF) è una tecnica non riconosciuta come valida dalla comunità scientifica ma impiegata da alcuni operatori ed educatori nel tentativo di aiutare persone con gravi disabilità psichiche e fisiche. Prevede l'impiego di una tabella alfabetica o di una tastiera, o di qualunque supporto su cui possano essere indicati o digitati numeri e lettere. L'operatore sostiene o tocca delicatamente il braccio o la mano della persona con disabilità nel tentativo di strutturare o amplificare i suoi movimenti.
La Comunicazione Facilitata è una tecnica di Comunicazione aumentativa e alternativa, cioè un ausilio che sostituisce, integra o aumenta il linguaggio verbale orale, quando questo sia assente, non funzionale o molto carente. Molti ricercatori nel campo della disabilità la considerano una pseudoscienza che può anche causare disagi emotivi alle persone con disabilità comunicative che la impiegano, alle loro famiglie e agli operatori. Nel 2015 la Svezia ha proibito nelle proprie scuole speciali l'impiego della CF.
LA CF è conosciuta anche come "digitazione assistita" (supported typing), "feedback cinestesico progressivo" (progressive kinesthetic feedback), e "aumento della risposta comunicativa scritta" (written output communication enhancement). È simile a tecniche come quella del "suggerimento rapido" ("rapid prompting method", RPM), noto anche come "informative pointing", la cui efficacia non è dimostrata.
L'assistente (detto "facilitatore") fornisce un supporto sia morale che fisico sostenendo o toccando, la mano, il polso, l'avambraccio, il gomito o la spalla (o altre parti del corpo) della persona con disabilità, nota come "partner comunicante" o, più semplicemente "facilitato". Con questo aiuto, secondo i sostenitori del metodo, il facilitato indicherebbe su una tavola alfabetica, una tastiera di computer o un dispositivo simile lettere che formerebbero le parole e le frasi che altrimenti non potrebbe esprimere.

## Storia
I primi tentativi di strutturare il metodo risalgono agli anni '60, in Danimarca, dove però non ebbero seguito a causa della mancanza di un'evidenza scientifica. La Comunicazione Facilitata (in inglese Facilitated communication o supported typing) conobbe poi un periodo di rapido sviluppo in Australia negli anni '70 e '80 grazie agli sforzi della pedagogista Rosemary Crossley (insegnante presso il St. Nicholas Hospital, un istituto che accoglieva pazienti disabili fisici e psichici) e Arthur Schawlow, premio nobel per la fisica e genitore di un figlio con autismo. La Crossley iniziò a sperimentare questa tecnica con 12 giovani degenti di questo ospedale, prevalentemente cerebrolesi, diagnosticati come insufficienti mentali gravi, per cui non era previsto nessun programma riabilitativo specifico. Secondo l'autrice i bambini sarebbero stati in grado di comprendere il linguaggio verbale molto più di quanto era presumibile viste le loro condizioni fisiche e le loro prestazioni. Iniziò a predisporre una forma di comunicazione molto semplice che consentisse a ciascun bambino di dare una risposta positiva o negativa a ciò che gli veniva chiesto. Questa esperienza verrà raccolta dalla Crossley e da un suo studente in seguito in un libro nel 1984.
Sarà Douglas Biklen, sociologo e professore di educazione speciale all'Università di Syracuse, a portare la comunicazione facilitata negli Stati Uniti nel 1989, dopo aver osservato il lavoro di Rosemary Crossley. Successivamente la Comunicazione Facilitata ha ricevuto molta attenzione in diversi altri paesi: Canada, Germania, Austria, Finlandia, Italia, Regno Unito e in alcune zone dell'Asia.
I primi utilizzatori della tecnica ne apprezzarono la sua apparente semplicità. La CF fu presentata come una "strategia di insegnamento" e non come una tecnica ancora in fase sperimentale che necessitava di una valutazione oggettiva ed un controllo attento su possibili effetti eventualmente anche negativi.
Già dal 1991 più di 40 studi empirici, per un totale di circa 400 persone affette da autismo, non solo dimostravano l'inefficacia della CF, ma indicavano che le comunicazioni erano in realtà dovute all'influenza del facilitatore sul soggetto. Diversi ricercatori attribuirono l'influenza del facilitatore più che altro a suoi movimenti non consapevoli. A causa di ciò i facilitatori sono sinceramente convinti che sia il facilitato a scrivere mentre in realtà sono loro a controllare la comunicazione.
Nel 1994 l'American Psychological Association (APA), seguita dall'American Academy of Child and Adolescent Psychiatry (AACAP), l'American Speech-Language-Hearing Association (ASHA) e l'International Society for Augmentative and Alternative Communication (ISAAC) pubblicarono inviti alla cautela per chi praticava la CF poiché risultava priva di una validità scientifica. L'APA raccomandava inoltre di non impiegare le informazioni ottenute con la tecnica per confermare o negare accuse di abuso sessuale o per prendere decisioni sui trattamenti. Con il crescere dell'evidenza scientifica a sfavore della CF molte altre organizzazioni si unirono nel mettere in guardia i loro membri dall'impiego della tecnica. Una relazione del governo Britannico concludeva nel 1998 che "il fenomeno non si verifica quando gli effetti del facilitatore sono tenuti sotto controllo. Sarebbe difficile giustificare ulteriori ricerche su questo".
In una rassegna di studi dal 2001 al 2010, Mark P. Mostert mostra come la CF abbia comunque continuato a trovare sostenitori nonostante gli studi empirici e in doppio cieco avessero ampiamente dimostrato che essa non sia valida. Più simile ad una "moda" che ad un intervento riconosciuto, di fronte al crescente numero di risultati sfavorevoli, molti si persuasero del suo carattere pseudo-scientifico.
A dispetto di tutto ciò, diversi sostenitori del metodo si sono rifiutati di cambiare orientamento ed hanno considerato i dati scientifici come irrilevanti, continuando continuando ad presentare la CF come un "intervento efficace e legittimo" nei loro scritti. Il movimento a favore della CF perciò ha continuato a mantenere la sua popolarità negli Stati Uniti, in Australia e in Germania e continua ad essere impiegato in molti paesi (2014).

## Organizzazioni contrarie alla Comunicazione Facilitata
- The American Academy of Child and Adolescent Psychiatry (AACAP)[32]
- The American Academy of Pediatrics (AAP)[45][46]
- The American Association on Intellectual and Developmental Disabilities (AAIDD), previously called the American Association on Mental Retardation (AAMR)[45][46]
- The American Psychiatric Association Council of Representatives (APACR)[45][46]
- The American Psychological Association (APA)[31][32]
- The American Speech-Language-Hearing Association (ASHA)[17][33][34]
- The Association for Behavior Analysis International (ABAI)[32][46]
- The Association for Science in Autism Treatment[45]
- Behavior Analysis Association of Michigan (BAAM)[45]
- The Federal Trade Commission (FTC)[17]
- Heilpädagogische Forschung[45]
- The International Society for Augmentative and Alternative Communication (ISAAC)[45]
- The New York State Department of Health[46]
- The New Zealand Ministries of Health and Education[45]
- The Scottish Intercollegiate Guidelines Network[45]
- Socialstyrelsen (The National Board of Health and Welfare, Sweden)[45]
- Speech Pathology Australia[45]
- The Swedish Autism and Asperger Association[47]
- The Victorian Advocacy League for Individuals and Disabilities Inc. (VALID)[45]

## Descrizione tecnica della facilitazione
Nella CF un facilitatore fornisce supporto emotivo e mantiene un contatto fisico con la persona la quale utilizza un ausilio di comunicazione, di solito la tastiera di un computer, ma anche cartelli con immagini e parole (in questo caso la comunicazione è limitata ad una scelta multipla). Le persone che utilizzano questa tecnica sono denominate comunicatore e facilitatore nella letteratura internazionale (nella letteratura in lingua italiana sono più comuni i termini di facilitatore e facilitato o persona che comunica). Il facilitatore stabilizza e/o supporta i movimenti del comunicatore, toccando la sua mano, braccio o spalla, mentre lui/lei digita i tasti di un computer (o altra tastiera). Le diverse posizioni del contatto fisico indicano il cosiddetto livello di facilitazione. Quindi una facilitazione alta (spalla, schiena, ginocchio, testa, ecc) viene utilizzata da esperti comunicatori, spesso con anni di esperienza e con una patologia motoria limitata. Viceversa, un comunicatore che non è autonomo nell'atto di isolare il dito indice avrà bisogno di una facilitazione bassa, al livello della mano. Dopo ogni digitazione di un tasto il facilitatore riconduce la mano del comunicatore alla posizione iniziale (di solito il petto del comunicatore) per evitare problemi legati alla perseverazione, iperattività, impulsività, difficoltà di concentrazione, e per allenare il gesto nei casi in cui vi sia un problema di iniziazione del movimento. Anche se ciò allunga i tempi della comunicazione, il gesto di ritorno si rende quasi sempre necessario per un corretto utilizzo della tecnica. L'obiettivo finale è sempre quello dell'autonomia comunicativa, che consiste in una riduzione graduale del supporto fisico. Di solito la quantità di facilitazione necessaria diminuisce nel tempo, per esempio passando da un livello di facilitazione bassa (mano) ad un'alta (spalla). Tuttavia, vi sono ostacoli oggettivi nei casi di importanti patologie motorie e solo una certa percentuale di comunicatori raggiunge relativa autonomia (alta facilitazione). Anche se la CF fu originariamente creata per le persone con gravi disabilità motorie, si è ben presto esteso l'utilizzo a persone con disabilità varie tra cui l, i disturbi dell'apprendimento, la disabilità intellettiva, ecc. Ciò ha provocato un acceso dibattito tra la comunità scientifica e i sostenitori del metodo poiché tutti gli studi sperimentali e in condizioni di controllo dimostravano invece che la tecnica non è valida e che il vero autore dei testi era quasi sempre il facilitatore, anche se spesso in modo inconsapevole.

## La comunicazione facilitata in Italia
La CF fu portata in Italia negli anni '90 da Patrizia Cadei, madre di Alberto, affetto da autismo. Dopo aver incontrato Biklen negli Stati Uniti ed aver iniziato ad impiegare il metodo con suo figlio, Patrizia Cadei, come membro dell'Italian Autism Society, iniziò a diffondere la tecnica viaggiando in tutta la Nazione, sempre accompagnata dal figlio che appariva compiere progressi verso la scrittura indipendente.
Nel 1996 L'ANGSA (Associazione Nazionale Genitori Soggetti Autistici) Lazio (oggi ANGSA Lazio), organizzò a Roma un "Convegno Internazionale sulla Comunicazione Facilitata" cui presero parte, tra gli altri, Patrizia Cadei e Douglas Biklen.
In seguito, nel 1997, fu organizzato a Roma il primo "Corso di Formazione Pratico per Insegnanti sulla Comunicazione Facilitata con il Bambino Autistico", riconosciuto dalla Regione Lazio.
Nel 2011 sono stati pubblicati due importanti pronunciamenti istituzionali sulla CF. Il primo è la risposta del sottosegretario Elena Ugolini a seguito di un'interrogazione parlamentare sulla possibilità che fosse valido il conseguimento di un diploma utilizzando la CF. Il testo della risposta si concludeva così: "si ritiene che non possano essere considerate valide le prove equipollenti, svolte in corso d’anno e al termine del secondo ciclo, con l’aiuto di un facilitatore; ciò in quanto la presenza di questi durante le prove potrebbe far emergere dubbi in merito alla loro validità ed autenticità, non consentendo alla commissione di valutare le reali abilità, conoscenze e competenze acquisite dagli studenti al termine del percorso di istruzione". Nei fatti ciò non ha impedito a livello legale che studenti che impiegassero potessero conseguire un titolo valido poiché è possibile, a livello legislativo, considerare il facilitatore come un "assistente alla comunicazione", figura prevista dalla legge 104/92 all'articolo 16, comma 3: "Nell'ambito della scuola secondaria di secondo grado, per gli alunni handicappati sono consentite prove equipollenti e tempi più lunghi per l'effettuazione delle prove scritte o grafiche e la presenza di assistenti per l'autonomia e la comunicazione".
Il secondo pronunciamento del 2011 è la linea guida n. 21 dell'Istituto Superiore di Sanità dedicata al “trattamento dei disturbi dello spettro autistico nei bambini e negli adolescenti”. Nel testo era sottolineata la mancanza di prove che i facilitati fossero gli autori dei testi prodotti con la CF, mentre abbondavano invece dati sperimentali che dimostravano come l'autore reale delle comunicazioni fosse il facilitatore. Pertanto il documento concludeva: "Si raccomanda di non utilizzare la comunicazione facilitata come mezzo per comunicare con bambini e adolescenti con disturbi dello spettro autistico".
I sostenitori della CF hanno comunque continuato ad impiegare e promuovere la tecnica, ignorando la linea guida poiché si tratta solamente di un parere e pertanto di natura non vincolante.
In risposta alle critiche sulla validità del metodo, Patrizia Cadei si è pronunciata nel 2007 sull'impiego della tecnica senza un'adeguata formazione e supervisione. Secondo lei il modo corretto di intendere il metodo sarebbe quello di applicarlo come una sorta di "training" che deve avere come obiettivo prioritario l’autonomia della comunicazione lungo un percorso evolutivo che deve vedere l'aiuto fornito ridursi progressivamente.
Anche il Laboratorio di Epidemiologia dell'Università di Roma "Tor Vergata", ha analizzato nel dettaglio le pubblicazioni scientifiche che trattavano di comunicazione facilitata (CF) nel corso degli ultimi 15 anni, ribadendo, sulla base dei risultati degli studi, la totale e completa inaffidabilità di questa cosiddetta tecnica. I dati epidemiologici mostrano come l'utilizzo della CF non abbia alcuna base scientifica e deve essere, pertanto assolutamente sconsigliata.
Un altro filone di ricerca diverso dal precedente si è sviluppato con il nome di CFA Comunicazione Facilitata Alfabetica – Tecnica Alternativa del Linguaggio®” (marchio registrato a Gorizia il 22/02/2013 dall’Associazione di promozione sociale “VI COMUNICO CHE PENSO”) e si basa comunque su assunti molto simili per quanto riguarda l'aspetto "evolutivo" (l'imprescindibilità del ridurre progressivamente il sostegno alla mano) e quello della necessità di un continuo monitoraggio e supervisione dell'intervento. L'approccio, sviluppato dall'associazione "Vi comunico che penso", si distingue per considerare la Comunicazione Facilitata come una tecnica di comunicazione alfabetica utile per "persone disabili affette da varie patologie, le quali compromettano in modo determinante la capacità di comunicare vocalmente".

## Comunicazione facilitata e autismo
In Italia, sulla base di prove scientifiche forti basate su due revisioni sistematiche, l'Istituto Superiore di Sanità raccomanda nella sua linea guida di "non utilizzare la comunicazione facilitata come mezzo per comunicare con bambini e adolescenti con disturbi dello spettro autistico".

## Il dibattito sulla Comunicazione Facilitata
Esistono circa 150 articoli pubblicati nella letteratura internazionale incentrati sulla CF, tra cui molti articoli di rassegna. Questa bibliografia può essere divisa in 3 filoni maggiori: (a) le ricerche sperimentali, che in situazioni controllate hanno indagato la paternità (authorship) degli scritti (compresi gli studi legati a particolari casi legali) attraverso una prova di trasmissione del messaggio (message passing); (b) studi non sperimentali che si sono occupati di questioni teoriche e critiche; (c) studi osservativi, che hanno analizzato da un punto di vista linguistico i testi prodotti dai facilitati, senza monitorare le situazioni in cui gli scritti erano stati prodotti.
Analizzando la letteratura, la CF sembra funzionare solo negli studi naturalistico-osservativi o in quelli senza condizioni di controllo. Risulta invece una tecnica non valida, in tutte le ricerche sperimentali con condizioni di controllo. In questi studi, la persona che comunica è facilitata da un facilitatore informato (che conosce, cioè, la risposta alle domande) nella condizione di controllo, mentre viene facilitata da un facilitatore non-informato (che non conosce, cioè, la risposta) nella condizione sperimentale. Le percentuali di risposte corrette sono poi confrontate. La totalità degli studi sperimentali ha messo in evidenza che solo il facilitatore è da considerarsi autore del testo prodotto.
In tutti i diciassette studi inclusi nella rassegna di Wehrenfennig e Surian si evidenzia una più alta percentuale di risposte corrette nella condizione di facilitatore informato rispetto alla condizione non informato (cioè facilitatore che non conosce la risposta). Nello specifico, in sette di questi studi non v'è alcuna, o quasi, risposta corretta nella condizione non informato). Cinque studi riportano percentuali di successo intorno al 10 %. Infine altri cinque studi riportano risposte corrette rispettivamente:13,2 %; 15%; 19%; 9,8% al 30,6 %.
Non sono dunque i facilitati a produrre i testi, come dimostrato dalle ricerche sperimentali, seppure con una minima variabilità nelle risposte corrette che tuttavia non è sufficiente a dimostrare una comunicazione autonoma dei soggetti.
Alcuni autori suggeriscono comunque che la CF potrebbe funzionare solo in alcune situazioni e solo con alcuni comunicatori. I sostenitori della CF hanno spesso criticato molti studi sperimentali perché secondo loro non prenderebbero in considerazione numerose variabili che possono interferire con un buon utilizzo della tecnica. Ad esempio, Cardinal e colleghi (1997) criticano il breve tempo di molti esperimenti, Biklen e Cardinal (1997) sostengono che l'artificiosità dei compiti, le condizioni sperimentali non familiari e la presenza di estranei possano spiegare i risultati di molti esperimenti. Successivamente alcuni autori hanno rimosso alcune variabili potenzialmente interferenti. Per esempio, diversi studi hanno utilizzato disegni sperimentali che si sviluppano nell'arco di settimane tenendo quindi in considerazione la variabile del tempo necessario per osservare un miglioramento. Altri autori hanno condotto studi senza pressione temporale, permettendo al comunicatore di completare il compito in più sessioni. In altri studi, sono stati utilizzati compiti naturalistici, quindi familiari ai comunicatori. In altri studi ancora, in cui facilitatore e comunicatore non si conoscevano, è stata predisposta una fase di familiarizzazione, mentre alcuni autori hanno organizzato un momento di familiarizzazione con la procedura sperimentale, il contesto e gli strumenti prima di iniziare l'esperimento vero e proprio.
I risultati di tutti questi studi non sono
significativamente diversi, quindi anche in queste condizioni più favorevoli e naturalistiche, la tecnica non è stata validata. Tuttavia occorre notare che nessuno di questi studi ha controllato contemporaneamente l'intero elenco di variabili ipotizzate come possibili fonti di interferenza con la CF perché sarebbe tecnicamente impossibile, dato che, di fronte ad un ennesimo risultato negativo, sarebbe sempre possibile ipotizzare il ruolo di una nuova variabile non presa in considerazione prima. Si tratta del noto fenomeno delle "ipotesi ad hoc" che contraddice uno dei principali fondamenti della ricerca scientifica: il principio di falsicabilità.
Si può comunque ipotizzare che, anche se la paternità dei testi scritti è stata interamente attribuita al facilitatore, il comunicatore possa essere in grado di esprimere autonomamente le proprie scelte quando si utilizzano scelte multiple (ad esempio, indicando immagini o parole), abilità che si può possedere pur non avendo competenze linguistiche di alto livello.
Come detto precedentemente esistono diversi studi osservativi, senza condizioni sperimentqali di controllo, che hanno dato risultati positivi sulla CF, tra i quali alcuni studi recenti che hanno utilizzato nuove metodologie per indagare la questione della paternità. Alcuni studi condotti da Grayson e colleghi si distinguono per la sua metodologia innovativa: utilizzando una sofisticata procedura con l'eye-tracking, la paternità è stata dimostrata in quanto il comunicatore chiaramente guardava le lettere (che avrebbe di lì a breve digitato) prima di effettuare il movimento.
Un'altra linea di ricerca, presa in considerazione solo marginalmente in questo progetto, è quella dell'analisi linguistica. Eseguendo analisi linguistiche di scritti prodotti con la CF, si è potuto osservare che i comunicatori usano specifici modelli di parole e
costruzioni sintattiche che sono diversi da quelli dei loro facilitatori e questo è vero anche quando condividono lo stesso facilitatore. Tuzzi (2009), in particolare, ha osservato che le persone con autismo hanno una costruzione del testo più ricca e complessa rispetto ai loro facilitatori. Altri studi hanno confrontato i contenuti prodotti con la CF e le informazioni risultanti dal poco linguaggio orale preservato, trovando una corrispondenza completa. In questi ultimi casi tuttavia non è possibile escludere l'influenza involontaria del facilitatore che poteva utilizzare inconsapevolmente le parole udite dall'assistito per guidarlo nella produzione del messaggio scritto. Non essendo studi rigorosamente controllate non è possibile determinare quanto ciò abbia influito.
Alcuni autori hanno suggerito che l'atteggiamento critico nei confronti della CF potrebbe derivare in parte da una tendenza di molti professionisti ad equiparare disturbi del linguaggio e disabilità fisiche ad un ritardo mentale .

## Problematiche etiche e legali legate all'impiego della CF
È accaduto con una certa frequenza che persone con gravi disturbi come l'autismo, con l'impiego della CF sembravano, nei loro scritti, rivelare esperienze di violenze fisiche o sessuali. In questo ultimo caso spesso i messaggi contenevano "una grande quantità di dettagli pornografici espliciti". Non è stato chiarito come mai con la CF sia più alta la frequenza di accuse di abusi rispetto ad altre tecniche di suggestione.
Alcuni ricercatori hanno ipotizzato che i facilitatori coinvolti potrebbero erroneamente credere che esista una relazione tra autismo e abuso infantile. Green (1995) ipotizzò che quando le suggestioni legate all'immaginario sull'abuso sessuale si sommano alla tendenza salvifica di molti operatori a voler "difendere" i propri assistiti da ipotetici "maltrattamenti", si generano le premesse per cui i facilitatori potrebbero credere che le accuse di abuso provengano dai loro facilitati, piuttosto che dal loro immaginario inconsapevole.
Nel 1993 la trasmissione statunitense Frontline dedicò una puntata alla storia di Gerry Gherardi, accusato tramite FC di aver abusato sessualmente di suo figlio. Nonostante egli si proclamasse innocente fu costretto a vivere lontano da casa per sei mesi. Le accuse decaddero quando la corte ordinò di eseguire test in doppio cieco sulla tecnica. Nello stesso anno Bernard Rimland dichiarò in un articolo sul New York Times di essere a conoscenza di circa altri 25 casi di accuse di abuso sessuale tramite CF da parte di un familiare.
Fino al 1995 erano noti circa una sessantina di casi simili, più un numero imprecisato di altri che non raggiunsero la notorietà. Da allora il numero di casi ha continuato ad aumentare. Oltre alle accuse di abusi sessuali alcuni facilitatori dichiararono di essersi innamorati dei loro facilitati e, basandosi sulla CF per il consenso, avviarono una relazione sessuale e di contatto fisico con le persone che avevano in carico, sollevando gravi questioni etiche e legali che coinvolgevano dagli organismi istituzionali alle famiglie.